# Schweizerstraße
Die Schweizerstraße ist eine Innerortsstraße in der sächsischen Stadt Radebeul, im Stadtteil Niederlößnitz, der dort großflächig als Tempo-30-Zone ausgewiesen ist. Sie wird im Dehio-Handbuch als Beispiel eines ganzen Straßenzugs, geprägt von Schweizer-Häusern, aufgeführt, also von Villen bzw. Landhäusern im Schweizerstil.

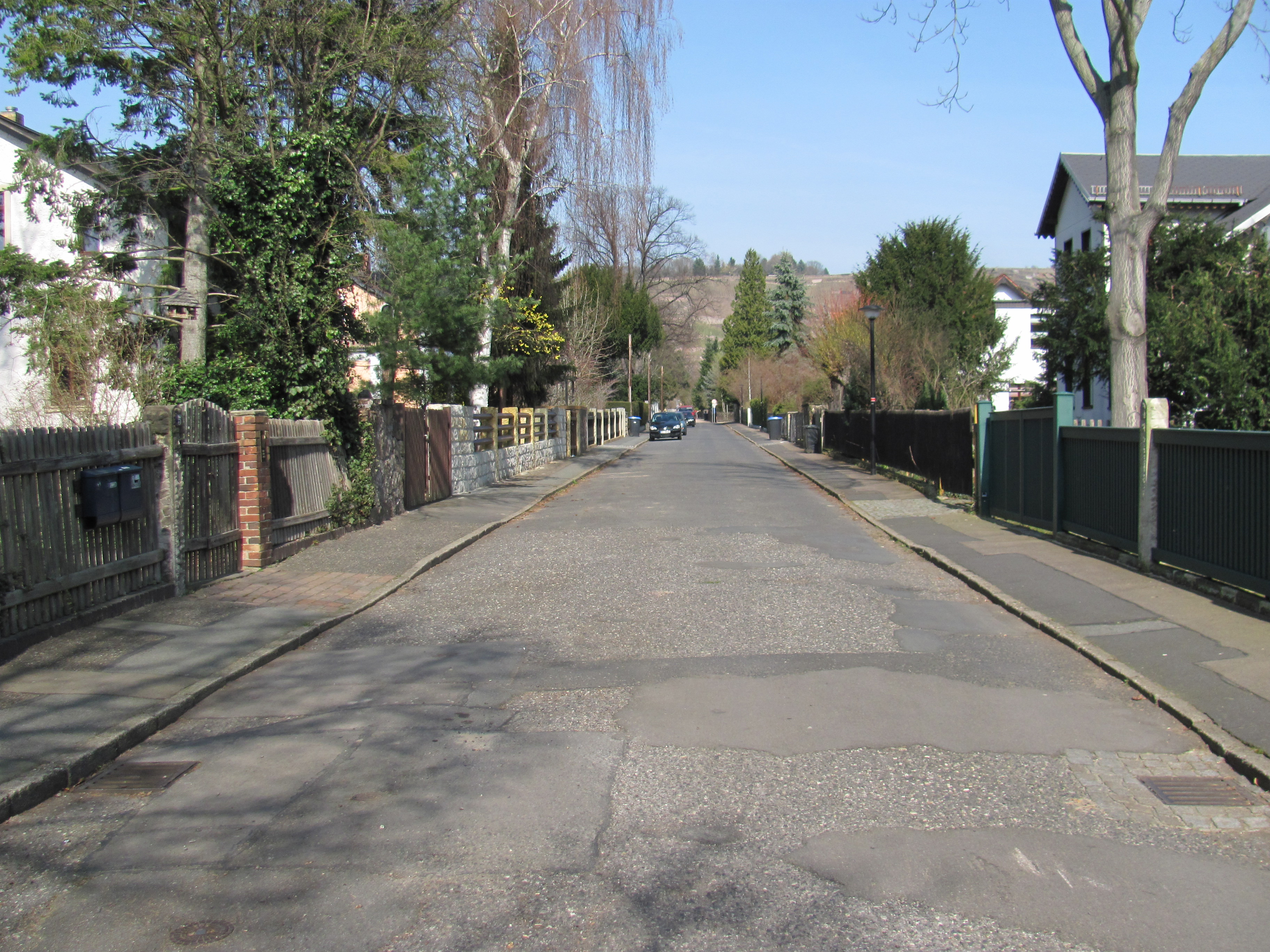
Schweizerstraße Richtung Norden, im Hintergrund die Lößnitz-Steillagen

## Bebauung

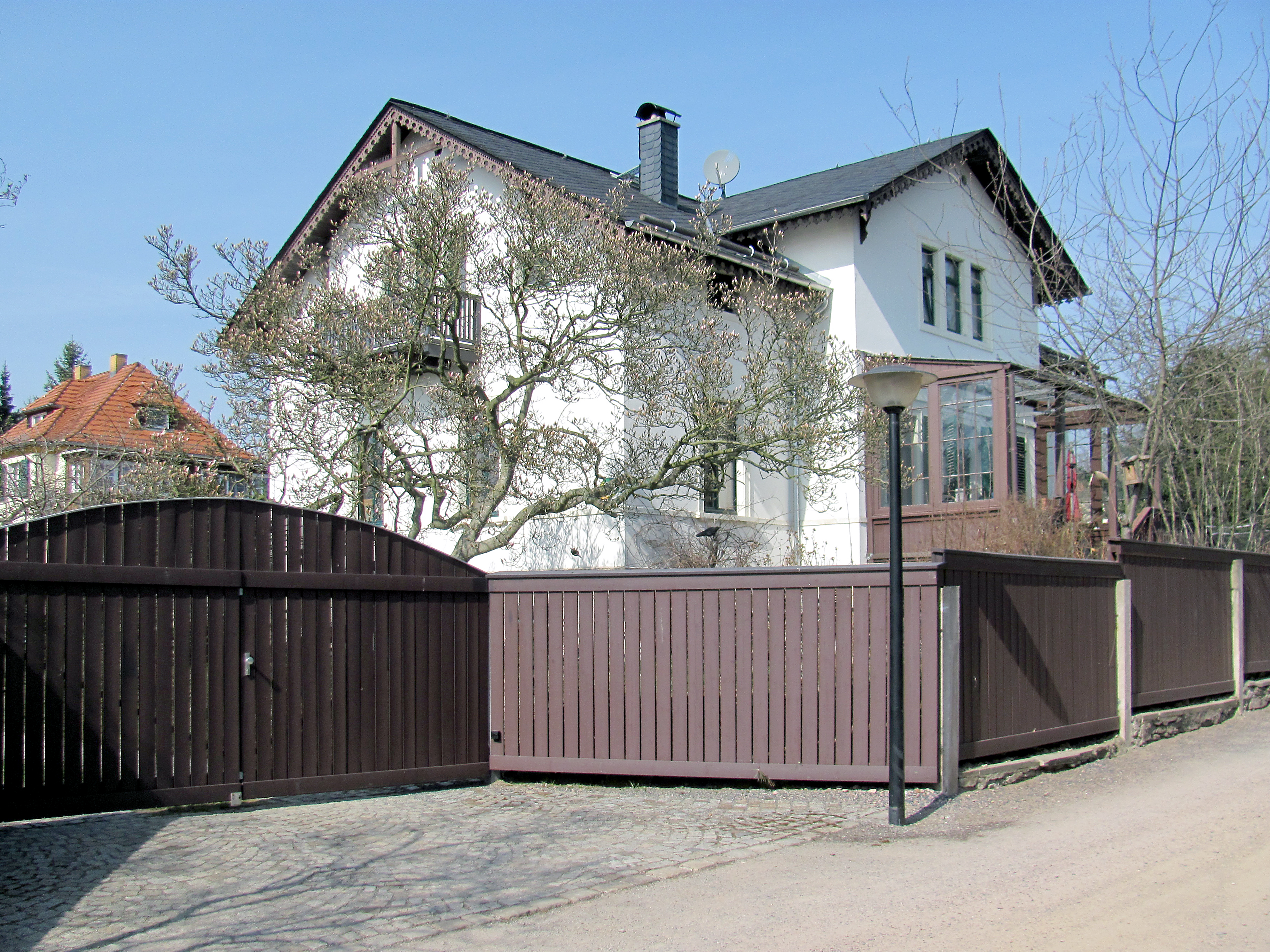
Typisches Schweizer-Haus (Nr. 23), noch mit Holzsägearbeit am Dach

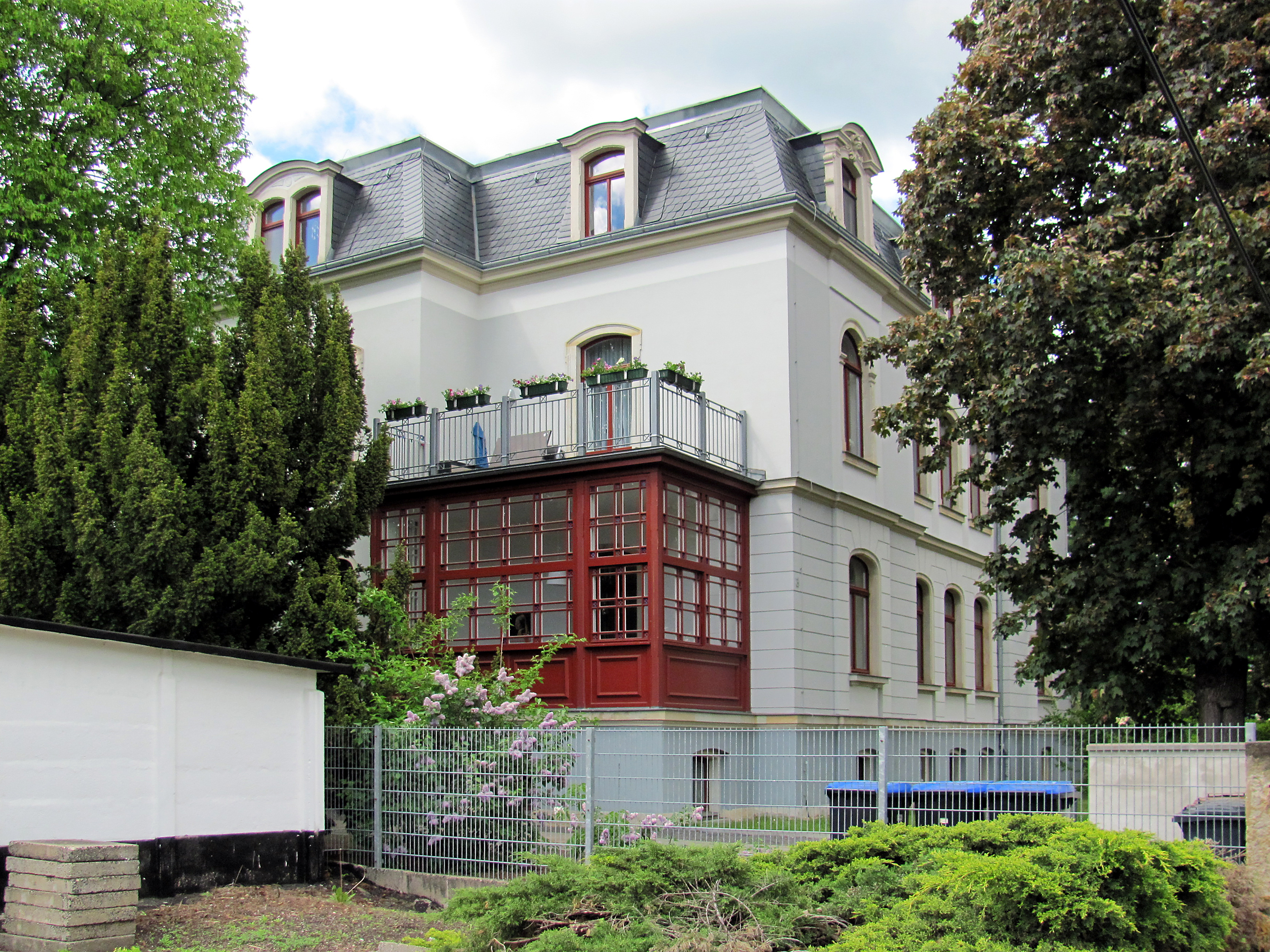
Das für die Straße untypische ehemalige Kurgebäude am Beginn der Straße (Nr. 3)

Die Benummerung der Hausadressen startet an der Borstraße auf der Westseite, also links. Von dort laufen die Nummern bis zur Nr. 13, die geraden Nummern auf der Ostseite bis zur Nr. 14; dann quert die östliche Parallelstraße der Zillerstraße die Winzerstraße. Nördlich davon geht es weiter bis zur Nr. 25 an der Ecke zur Paradiesstraße.
Mehrere Kulturdenkmale liegen entlang der Schweizerstraße und sind daher in der Liste der Kulturdenkmale in Radebeul-Niederlößnitz (M–Z) aufgeführt, einige auch mit Adressen von Querstraßen:
- Borstraße 14, Nr. 3, Nr. 5, Nr. 6, Nr. 13, Heinrich-Zille-Straße 1, Nr. 15, Nr. 23

Die Nr. 3, das ehemalige Kurgebäude des vorn gegenüber dem Straßenbeginn liegenden Dr. Kadner’s Sanatoriums, erhielt nach seinem Umbau nach der Wende anlässlich des Radebeuler Bauherrenpreises 2006 eine Anerkennung in der Kategorie Denkmalpflegerische Instandsetzung.

## Benennung
Im Jahr 1884 erhielt die Straße den Namen Neue Straße; 1897 wurde sie dann in Schweizerstraße umbenannt, nach dem Schweizerstil der dort entstandenen Villen. In den Jahren 1934 bis 1945 hieß sie Von-Killinger-Straße nach dem sächsischen Ministerpräsidenten Manfred von Killinger, dann wurde sie zurückbenannt.

## Bewohner
Max Manitius wohnte nach 1911 bis 1933 in der Nr. 11.